# Rafael Carbonell
Rafael Carbonell Carrión (ur. 25 listopada 1943 w Hawanie) – kubański bokser, mistrz igrzysk panamerykańskich, trzykrotny olimpijczyk.
Początkowo startował w wadze muszej (do 51 kg), która była wówczas najlżejszą kategorią wagową. Wystąpił w niej na igrzyskach olimpijskich w 1964 w Tokio, ale odpadł po przegranej pierwszej walce.
Po utworzeniu kategorii papierowej (do 48 kg) występował w tej wadze. Na igrzyskach olimpijskich w 1968 w Meksyku przegrał pierwszą walkę z późniejszym mistrzem olimpijskim Francisco Rodríguezem z Wenezueli. Również na igrzyskach Ameryki Środkowej i Karaibów w 1970 w Panamie przegrał w ćwierćfinale z Rodríguezem. Zwyciężył w wadze papierowej na mistrzostwach Ameryki Środkowej i Karaibów w 1970 w Hawanie.
Zdobył złoty medal w tej samej kategorii na igrzyskach panamerykańskich w 1971 w Cali po zwycięstwie w finale nad Chilijczykiem Héctorem Velásquezem. Na swych trzecich igrzyskach olimpijskich w 1972 w Monachium po wygraniu dwóch walk przegrał w ćwierćfinale z Enrique Rodríguezem z Hiszpanii. Odpadł w ćwierćfinale na mistrzostwach Ameryki Środkowej i Karaibów w 1972 w San José.
Był mistrzem Kuby w wadze papierowej w 1967, wicemistrzem w wadze muszej w 1964 i w wadze papierowej w 1973 oraz brązowym medalistą w wadze muszej w 1965.